# Dicogaster coronada
Dicogaster coronada là một loài bướm đêm thuộc họ Lasiocampidae. Nó được tìm thấy ở Arizona.
Sải cánh dài 70–130 mm. Con trưởng thành bay từ tháng 6 đến tháng 8.
Ấu trùng ăn Quercus oblongifolia và Quercus emoryi.